# Sem Ela...
Sem Ela... (em francês:  Sans Elle...) é um filme franco-português realizado por Anna da Palma, estreado a 9 de Setembro de 2004.

## Elenco
- Aurélien Wiik... Johnny Vieira
- Bérénice Bejo... 	Fanfan Vieira
- Vítor Norte... Diamantino Vieira
- Maria Emília Correia... Ofélia Vieira